# Іванілова Феодосія Антонівна
Феодосія Антонівна Іванілова (нар. 1911, місто Катеринослав, тепер Дніпро Дніпропетровської області — ?) — українська радянська діячка, майстер складального цеху Дніпропетровського паровозоремонтного заводу. Депутат Верховної Ради УРСР 2-го скликання.

## Біографія
Народилася у родині слюсаря залізничних майстерень Катеринослава. Закінчила початкову школу. Після смерті батька, в тринадцятирічному віці розпочала працювати хатньою робітницею, нянею.
У 1927—1928 роках працювала у відділі впорядкування Дніпропетровської міської ради. Шість місяців навчалася на курсах штукатурів. У 1928—1930 роках працювала на будівництві елеватора у місті Дніпропетровську.
З 1930 року — штукатур, учень слюсаря, слюсар Дніпропетровського паровозоремонтного заводу. Через півтора року одержала 5-й розряд слюсаря, значно перевиконувала норми. З 1936 року — майстер складального цеху Дніпропетровського паровозоремонтного заводу.
Член ВКП(б).
Як стахановець виробництва скерована вчитися на паровозний факультет Московської транспортної академії імені Сталіна. Із початком радянсько-німецької війни в 1941 році перервала навчання і переїхала в місто Ташкент Узбецької РСР. У 1941—1944 роках — майстер-бригадир складального цеху Ташкентського паровозоремонтного заводу.
У 1944 році повернулася в місто Дніпропетровськ. З 1944 року — майстер складального цеху Дніпропетровського паровозоремонтного заводу Дніпропетровської області.

## Нагороди
- орден Трудового Червоного Прапора (4.04.1936)
- медалі
- знак «Почесний залізничник»